# Marianne Speisebecher

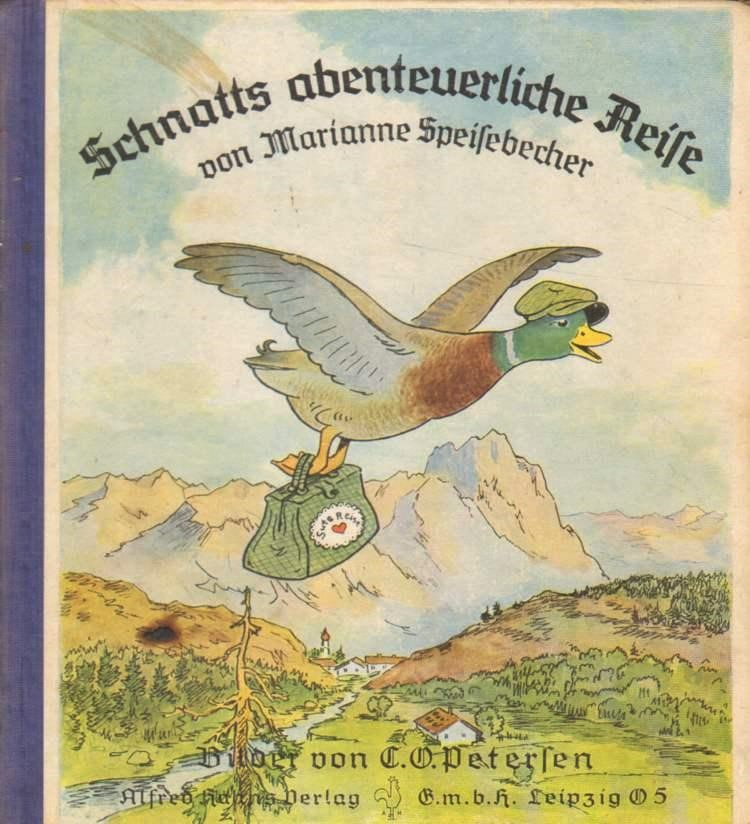
Schnatts abenteuerliche Reise, 1935

Marianne Speisebecher war eine deutschsprachige Kinderbuchautorin.

## Leben
Marianne Speisebecher veröffentlichte ab 1933 diverse Kinderbücher, oft in Zusammenarbeit mit Carl Olof Petersen und Fritz Koch-Gotha. Ihr erfolgreichstes Werk war das Kinderbuch Das Hühnchen „Sabinchen“, von dem es zahlreiche Nachdrucke gab und von dem bis zum Jahr 2011 über 230.000 Exemplare gedruckt wurden.

## Werke
- Marianne Speisebecher, Bilder von C. O. Petersen: Klein-Häsi, eine lustige Hasengeschichte. Scholz, Mainz 1933.
- Marianne Speisebecher, Bilder von C. O. Petersen: Im Kindergarten der Tiere. Scholz, Mainz 1935.
- Marianne Speisebecher, Bilder von C. O. Petersen: Schnatts abenteuerliche Reise. Alfred Hahn, Leipzig 1936.
- Marianne Speisebecher, Bilder von Fritz Koch-Gotha: Das Hühnchen „Sabinchen“. Alfred Hahn, Leipzig 1940.